# Gran Premio motociclistico di Germania 2002
Il Gran Premio motociclistico di Germania 2002 corso il 21 luglio, è stato il nono Gran Premio della stagione 2002 e ha visto vincere: la Honda di Valentino Rossi in MotoGP, Marco Melandri nella classe 250 e Arnaud Vincent nella classe 125.
Nella MotoGP c'è da registrare la pole position ottenuta da Olivier Jacque su una Yamaha YZR500 con motore a due tempi, che l'anno precedente correva nella classe 500.
La gara della classe 250 è stata interrotta a causa della pioggia e la percorrenza ridotta dai 29 giri previsti ai 22 effettivi; avendo superato in ogni caso i 2/3 della percorrenza prevista, il punteggio è stato assegnato integralmente.

## MotoGP

### Arrivati al traguardo
| Pos. | Nº | Pilota                   | Squadra                 | Motocicletta   | Giri | Tempo     | Griglia | Punti |
| ---- | -- | ------------------------ | ----------------------- | -------------- | ---- | --------- | ------- | ----- |
| 1º   | 46 | Valentino Rossi          | Repsol Honda            | Honda RC211V   | 30   | 43:32.783 | 6       | 25    |
| 2º   | 3  | Max Biaggi               | Marlboro Yamaha         | Yamaha YZR-M1  | 30   | +0.730    | 3       | 20    |
| 3º   | 11 | Tōru Ukawa               | Repsol Honda            | Honda RC211V   | 30   | +1.100    | 5       | 16    |
| 4º   | 7  | Carlos Checa             | Marlboro Yamaha         | Yamaha YZR-M1  | 30   | +2.330    | 10      | 13    |
| 5º   | 56 | Shin'ya Nakano           | Gauloises Yamaha Tech 3 | Yamaha YZR 500 | 30   | +2.743    | 2       | 11    |
| 6º   | 6  | Norick Abe               | Antena 3 Yamaha d'Antín | Yamaha YZR 500 | 30   | +2.780    | 15      | 10    |
| 7º   | 99 | Jeremy McWilliams        | Proton Team KR          | Proton KR3     | 30   | +15.438   | 7       | 9     |
| 8º   | 9  | Nobuatsu Aoki            | Proton Team KR          | Proton KR3     | 30   | +18.980   | 13      | 8     |
| 9º   | 8  | Garry McCoy              | Red Bull Yamaha WCM     | Yamaha YZR 500 | 30   | +19.269   | 8       | 7     |
| 10º  | 66 | Alex Hofmann             | West Honda Pons         | Honda NSR 500  | 30   | +34.533   | 19      | 6     |
| 11º  | 33 | Akira Ryō                | Team Suzuki             | Suzuki GSV-R   | 30   | +34.592   | 21      | 5     |
| 12º  | 17 | Jurgen van den Goorbergh | Kanemoto Racing         | Honda NSR 500  | 30   | +45.404   | 17      | 4     |
| 13º  | 30 | José Luis Cardoso        | Antena 3 Yamaha d'Antín | Yamaha YZR 500 | 30   | +1:16.460 | 20      | 3     |

### Ritirati
| Nº | Pilota         | Squadra                    | Motocicletta    | Giri | Griglia |
| -- | -------------- | -------------------------- | --------------- | ---- | ------- |
| 19 | Olivier Jacque | Gauloises Yamaha Tech 3    | Yamaha YZR 500  | 27   | 1       |
| 4  | Alex Barros    | West Honda Pons            | Honda NSR 500   | 27   | 4       |
| 55 | Régis Laconi   | MS Aprilia Racing          | Aprilia RS Cube | 25   | 16      |
| 31 | Tetsuya Harada | Pramac Honda Racing        | Honda NSR 500   | 16   | 18      |
| 51 | Yukio Kagayama | Telefonica Movistar Suzuki | Suzuki GSV-R    | 10   | 11      |
| 74 | Daijirō Katō   | Fortuna Honda Gresini      | Honda NSR 500   | 10   | 9       |
| 15 | Sete Gibernau  | Telefonica Movistar Suzuki | Suzuki GSV-R    | 10   | 12      |

### Non partito
| Nº | Pilota       | Squadra             | Motocicletta   | Griglia |
| -- | ------------ | ------------------- | -------------- | ------- |
| 21 | John Hopkins | Red Bull Yamaha WCM | Yamaha YZR 500 | 14      |

## Classe 250

### Arrivati al traguardo
| Pos. | Nº | Pilota            | Squadra                        | Motocicletta | Giri | Tempo     | Griglia | Punti |
| ---- | -- | ----------------- | ------------------------------ | ------------ | ---- | --------- | ------- | ----- |
| 1º   | 3  | Marco Melandri    | MS Aprilia Racing              | Aprilia      | 22   | 32:12.725 | 2       | 25    |
| 2º   | 4  | Roberto Rolfo     | Fortuna Honda Gresini          | Honda        | 22   | +0.181    | 4       | 20    |
| 3º   | 9  | Sebastián Porto   | Petronas Sprinta Yamaha TVK    | Yamaha       | 22   | +2.150    | 6       | 16    |
| 4º   | 10 | Fonsi Nieto       | Telefonica Movistar-Repsol     | Aprilia      | 22   | +8.471    | 1       | 13    |
| 5º   | 15 | Roberto Locatelli | Tu Racing                      | Aprilia      | 22   | +15.565   | 3       | 11    |
| 6º   | 24 | Toni Elías        | Telefonica Movistar-Repsol     | Aprilia      | 22   | +29.543   | 9       | 10    |
| 7º   | 8  | Naoki Matsudo     | Dark Dog Yamaha Kurz           | Yamaha       | 22   | +29.857   | 10      | 9     |
| 8º   | 21 | Franco Battaini   | Imola Circuit Exalt Cycle Race | Aprilia      | 22   | +29.890   | 5       | 8     |
| 9º   | 26 | Ralf Waldmann     | UGT 3000 - Abruzzo             | Aprilia      | 22   | +38.653   | 14      | 7     |
| 10º  | 6  | Alex Debón        | Campetella Racing              | Aprilia      | 22   | +40.533   | 8       | 6     |
| 11º  | 18 | Shahrol Yuzy      | Petronas Sprinta Yamaha TVK    | Yamaha       | 22   | +42.231   | 17      | 5     |
| 12º  | 28 | Dirk Heidolf      | Aprilia Germany                | Aprilia      | 22   | +59.989   | 16      | 4     |
| 13º  | 19 | Leon Haslam       | Cibertel Honda BQR             | Honda        | 22   | +1:00.304 | 18      | 3     |
| 14º  | 12 | Jason Vincent     | Cibertel Honda BQR             | Honda        | 22   | +1:00.434 | 19      | 2     |
| 15º  | 42 | David Checa       | Safilo Oxydo Race LCR          | Aprilia      | 22   | +1:00.569 | 20      | 1     |
| 16º  | 76 | Tarō Sekiguchi    | Dark Dog Yamaha Kurz           | Yamaha       | 22   | +1:01.011 | 25      |       |
| 17º  | 22 | Raúl Jara         | RFME Equipo Nacional           | Aprilia      | 22   | +1:02.851 | 21      |       |
| 18º  | 32 | Héctor Faubel     | RFME Equipo Nacional           | Aprilia      | 22   | +1:24.583 | 26      |       |
| 19º  | 53 | Max Neukirchner   | Neukirchner Racing             | Honda        | 21   | +1 giro   | 28      |       |

### Ritirati
| Nº | Pilota                | Squadra                     | Motocicletta | Giri | Griglia |
| -- | --------------------- | --------------------------- | ------------ | ---- | ------- |
| 25 | Vincent Philippe      | Equipe de France - Scrab GP | Aprilia      | 19   | 15      |
| 11 | Haruchika Aoki        | DeGraaf Grand Prix          | Honda        | 15   | 11      |
| 17 | Randy de Puniet       | Campetella Racing           | Aprilia      | 14   | 7       |
| 51 | Hugo Marchand         | Equipe de France - Scrab GP | Aprilia      | 11   | 23      |
| 77 | Thierry Van Den Bosch | Ipone Tecmas Racing         | Aprilia      | 10   | 24      |
| 54 | Nico Kehrer           | Kehrer Racing               | Honda        | 8    | 29      |
| 7  | Emilio Alzamora       | Fortuna Honda Gresini       | Honda        | 6    | 13      |
| 41 | Jarno Janssen         | DeGraaf Grand Prix          | Honda        | 4    | 22      |
| 27 | Casey Stoner          | Safilo Oxydo Race LCR       | Aprilia      | 1    | 12      |
| 52 | Christian Gemmel      | Kiefer Castrol Honda        | Honda        | 1    | 27      |

## Classe 125

### Arrivati al traguardo
| Pos. | Nº | Pilota            | Squadra                        | Motocicletta | Giri | Tempo     | Griglia | Punti |
| ---- | -- | ----------------- | ------------------------------ | ------------ | ---- | --------- | ------- | ----- |
| 1º   | 21 | Arnaud Vincent    | Imola Circuit Exalt Cycle Race | Aprilia      | 27   | 40:40.023 | 1       | 25    |
| 2º   | 15 | Alex De Angelis   | Safilo Oxydo Race LCR          | Aprilia      | 27   | +0.108    | 4       | 20    |
| 3º   | 17 | Steve Jenkner     | UGT 3000 - Abruzzo             | Aprilia      | 27   | +9.995    | 7       | 16    |
| 4º   | 1  | Manuel Poggiali   | Gilera Racing                  | Gilera       | 27   | +9.996    | 2       | 13    |
| 5º   | 22 | Pablo Nieto       | Master-Aspar                   | Aprilia      | 27   | +10.160   | 6       | 11    |
| 6º   | 16 | Simone Sanna      | Tu Racing                      | Aprilia      | 27   | +16.018   | 3       | 10    |
| 7º   | 26 | Daniel Pedrosa    | Telefonica Movistar jnr        | Honda        | 27   | +16.826   | 8       | 9     |
| 8º   | 41 | Yōichi Ui         | Caja Madrid Derbi Racing       | Derbi        | 27   | +23.921   | 11      | 8     |
| 9º   | 36 | Mika Kallio       | Red Devil Honda                | Honda        | 27   | +24.004   | 10      | 7     |
| 10º  | 23 | Gino Borsoi       | UGT 3000 - Abruzzo             | Aprilia      | 27   | +24.263   | 12      | 6     |
| 11º  | 25 | Joan Olivé        | Telefonica Movistar jnr        | Honda        | 27   | +24.807   | 15      | 5     |
| 12º  | 6  | Mirko Giansanti   | Scot Racing                    | Honda        | 27   | +24.858   | 16      | 4     |
| 13º  | 34 | Andrea Dovizioso  | Scot Racing                    | Honda        | 27   | +40.540   | 13      | 3     |
| 14º  | 47 | Ángel Rodríguez   | Master-Aspar                   | Aprilia      | 27   | +40.695   | 9       | 2     |
| 15º  | 5  | Masao Azuma       | Tribe by Breil                 | Honda        | 27   | +40.943   | 21      | 1     |
| 16º  | 12 | Klaus Nöhles      | PEV Moto ADAC Sachsen          | Honda        | 27   | +48.829   | 22      |       |
| 17º  | 48 | Jorge Lorenzo     | Caja Madrid Derbi Racing       | Derbi        | 27   | +48.856   | 19      |       |
| 18º  | 8  | Gábor Talmácsi    | PEV Moto ADAC Sachsen          | Honda        | 27   | +49.181   | 14      |       |
| 19º  | 19 | Alex Baldolini    | UGT 3000 - Abruzzo             | Aprilia      | 27   | +1:01.949 | 17      |       |
| 20º  | 57 | Chaz Davies       | CWF - Matteoni Racing          | Aprilia      | 27   | +1:03.125 | 23      |       |
| 21º  | 80 | Héctor Barberá    | Master-Aspar                   | Aprilia      | 27   | +1:09.270 | 29      |       |
| 22º  | 11 | Max Sabbatani     | Bossini Sterilgarda Racing     | Aprilia      | 27   | +1:09.710 | 18      |       |
| 23º  | 84 | Michel Fabrizio   | Team Italia                    | Gilera       | 27   | +1:10.104 | 25      |       |
| 24º  | 28 | Ivan Goi          | CWF - Matteoni Racing          | Aprilia      | 27   | +1:24.892 | 28      |       |
| 25º  | 20 | Imre Tóth         | Semprucci Angaia Racing        | Honda        | 27   | +1:24.940 | 26      |       |
| 26º  | 77 | Thomas Lüthi      | Elit Grand Prix                | Honda        | 27   | +1:28.884 | 33      |       |
| 27º  | 31 | Mattia Angeloni   | Team Italia                    | Gilera       | 27   | +1:31.361 | 34      |       |
| 28º  | 72 | Dario Giuseppetti | Giuseppetti Viba               | Honda        | 27   | +1:31.627 | 24      |       |
| 29º  | 73 | Claudius Klein    | Kiefer Castrol Honda           | Honda        | 27   | +1:32.292 | 30      |       |
| 30º  | 92 | Patrick Unger     | ADAC Sachsen Motorrad Unge     | Honda        | 27   | +1:32.384 | 31      |       |
| 31º  | 74 | Jascha Buch       | RPS Racing Saalfeld            | Honda        | 26   | +1 giro   | 35      |       |
| 32º  | 76 | Matěj Smrž        | Semprucci Angaia Racing        | Honda        | 26   | +1 giro   | 37      |       |
| 33º  | 93 | Manuel Mickan     | ADAC Sachsen                   | Honda        | 26   | +1 giro   | 32      |       |

### Ritirati
| Nº | Pilota            | Squadra                | Motocicletta | Giri | Griglia |
| -- | ----------------- | ---------------------- | ------------ | ---- | ------- |
| 7  | Stefano Perugini  | Italjet Racing Service | Italjet      | 15   | 20      |
| 50 | Andrea Ballerini  | FCC - TSR              | Honda        | 14   | 27      |
| 4  | Lucio Cecchinello | Safilo Oxydo Race LCR  | Aprilia      | 13   | 5       |
| 42 | Christian Pistoni | Italjet Racing Service | Italjet      | 7    | 36      |